# Sartidia vanderystii
Sartidia vanderystii är en gräsart som först beskrevs av De Wild., och fick sitt nu gällande namn av De Winter. Sartidia vanderystii ingår i släktet Sartidia och familjen gräs. Inga underarter finns listade i Catalogue of Life.